# Mystacoleucus padangensis
Mystacoleucus padangensis és una espècie de peix cipriniforme de la família dels ciprínids.